# Shining Force II
Shining Force II ("Ancient Sealing") es un videojuego de rol táctico salido al mercado en 1993 para la consola Mega Drive. El sistema de juego es similar al de otros títulos; como la saga Fire Emblem o los Final Fantasy Tactics.
Este juego es la secuela del primer Shining Force (The Legacy of Great Intention) salido en 1992. las historias de ambos no se encuentran directamente relacionadas y es en el juego Shining Force Gaiden: Final Conflict (solo comercializado en Japón en 1995) el encargado de unir la trama de ambos.

## Modo de juego
El escenario donde se desarrolla la acción está dividido en cuadrículas en donde cada unidad ocupa una. Desde ahí, puede interactuar tanto con sus aliados (controlados por el jugador), como con sus enemigos (controlados por el ordenador). La victoria puede obtenerse por distintos objetivos, eliminar al líder de los enemigos o eliminar a todos en su totalidad. Se considerará derrota si el líder (Bowie) es derrotado.
Cada unidad tiene un turno, en el que se puede mover y realizar una acción, que puede ser ofensiva como atacar o usar magia; o de soporte, como el hechizo "Heal" o el uso de algún objeto específico. El orden de los turnos es determinado por la Agilidad de cada unidad. Las unidades ganan experiencia al derrotar a un enemigo o al ejecutar una acción determinada. Al ganar cierta experiencia, suben de nivel, aumentando así su ataque, defensa, MP (magic points), etc.
También, cada unidad tiene una clase, que define las habilidades que esta desarrollará; Por ejemplo, un PRST (sacerdote) desarrollará habilidades relacionadas con sanar unidades aliadas, pero tendrá un débil ataque, mientras que un WARR (guerrero) desarrollará un fuerte ataque, pero carecerá de magia. Con algunas excepciones, cuando una unidad alcanza el nivel 20, puede ser promovida, a una nueva clase ganando mejores habilidades y acceso a nuevas armas.